# Zagraški log
Zagraški log je pod vasjo Zagrad pri Škocjanu. Zajema del poraščenih pobočij z avtohtonim drevjem in grmovjem ter dolino Goriškega potoka. Na travnikih v dolini je skupina tradicionalnih kmečkih poslopij, ki jih upravlja Turistično društvo Zagrad. Sestavljajo ga vaški vodnjak, pitnik, 300 let stara Langesova hiša, Prijateljeva domačija in naravoslovna pot. V parku so tudi Zagraški izvir in geološki stebri.
Območje ima veliko zanimivosti, saj vsebuje veliko neokrnjenih naravnih elementov, od dobro ohranjenih kamnin do različnih dreves in živalskih vrst. Izviri, potoki in ribniki popestrijo slikovito pokrajino, v skalah pa se skrivajo številni ostanki preteklih življenj. Najpogostejši so odtisi školjk, lupin ter polžev. Nad dolino stoji gora z imenom Zagraška Gora.